# Brendon Dedekind
Brendon Dedekind, né le 14 février 1976, est un nageur sud-africain.

## Carrière
Brendon Dedekind est médaillé de bronze du 50 mètres nage libre à l'Universiade d'été de 1997 à Catane. Il est ensuite médaillé d'or par équipes aux Goodwill Games de 1998 à New York, médaillé d'argent du 50 mètres nage libre aux Jeux du Commonwealth de 1998 à Kuala Lumpur puis médaillé d'or du 50 mètres nage libre aux championnats pan-pacifiques 1999 à Sydney.
Aux Jeux africains de 1999 à Johannesbourg, Brendon Dedekind est médaillé d'or des 50 et 100 mètres nage libre ainsi que des relais 4 × 100 mètres nage libre et 4 × 200 mètres nage libre ainsi que médaillé d'argent du 800 mètres nage libre,.
Il est médaillé d'argent du 50 mètres nage libre et du 50 mètres brasse aux championnats du monde de natation en petit bassin 2000 à Athènes.

## Famille
Il est le frère du nageur Bronwyn Dedekind.